# Примусова стерилізація
Примусова стерилізація — державна програма, яка змушує людей зробити хірургічну або хімічну стерилізацію. Може бути відкритою або прихованою. Найбільшого поширення набула в країнах, які запроваджували методи євгеніки.
Примусову стерилізацію здебільшого проводять людям, які мають спадкові, психічні захворювання, її використовують також для зменшення рівня народжуваності, бідності, при зміні гендеру. Прихована стерилізація може бути використана для зменшення чисельності окремих народів.
Міжнародне законодавство вважає примусову стерилізацію злочином проти людяності. Зокрема це зазначено у статті 7 Римського статуту Міжнародного кримінального суду.
Вперше примусова стерилізація була впроваджена законами штатів США починаючи з 1907 року. У ряді країн Європи програми про примусову стерилізацію були прийняті починаючи з 1925 року (Данія). Поширення програми примусової стерилізації у багатьох країнах занепокоїло католицьку церкву. У 1930 році Папа Пій XI в буллі Castii connubii засудив примусову стерилізацію.

## За країнами

### Данія
Данія у 1929 році прийняла закон «Про стерилізацію». У 1934 році його було значно посилено через вплив економічних проблем періоду Великої депресії.

### Індія
У 1975 році була прийнята урядова програма контролю за населенням. У перший рік було насильно стерилізовано 6,2 мільйона бідних індійських чоловіків, з яких близько 2 тисяч померли. Через масовий гнів громадськості компанія стерилізації чоловіків була припинена. Уряди штатів організовують спеціальні табори для стерилізації. Жінкам пропонують грошову винагороду за процедуру. Стерилізуються в переважній більшості жінки. На початку 2010-х років в Індії щороку стерилізується близько двох мільйони жінок, а чоловіків десятки тисяч. Сотні жінок помирають щороку під час цієї процедури. Як наслідок у ці роки більше третини одружених жінок було стерилізовано.

### Китай
За твердженням активістів та експертів ООН з прав людини влада КНР здійснює у Сіньцзян-Уйгурському автономному районі примусову стерилізацію жінок уйгурської національності. За повідомленням агентства Associated Press та Австралійського інституту стратегічної політики (ASPI) рівень народжуваності в цьому районі у 2015—2019 роках зменшився вдвічі, а в місцях компактного проживання значно більше. Влада КНР заперечує ці факти.

### Нідерланди
До 2014 року в Нідерландах при зміні статті обов'язковою була стерилізація. У 2020 році уряд країни ухвалив рішення про виплату компенсації у розмірі 5 000 євро трансгендерним людям, які пройшли стерилізацію. За період з 1984 по 2014 рік в Нідерландах змінили стать приблизно 2 тисячі людей.

### Німеччина
У 1933 році в Німеччині, нацисти, які прийшли до влади, почали запроваджувати євгеніку, яка була більш відомою під назвою «расова гігієна». У рамках цієї політики у 1933 році був прийняти Закон для попередження спадкування хворого потомства (Gesetz zur Verhütung erbkranken Nachwuchses). На підставі цього закону була дозволена стерилізація будь-якого громадянина, який згідно з висновком «Суду генетичного здоров'я» страждав від списку генетичних розладів. До 1945 року примусову стерилізацію провели 400 тисячам різних «неповноцінних осіб»: євреї, цигани, люди з відхиленнями розвитку, душевнохворі, комуністи й та інші. далі. Пізніше було ухвалено рішення про більшу доцільність їх фізичного знищення.

### Перу
Наприкінці 1990-х років протягом чотирьох років у рамках урядової програми планування сім'ї для зменшення бідності було стерилізовано близько 300 тисяч жінок, більшість з яких не давали згоду на процедуру.

### Чехословаччина та Чехія
У 1970-х роках у Чехословаччині розпочалася урядова програма стерилізація жінок ромської національності, яка була скасована у 1993 році. Хоча стерилізація продовжувалася у Чехії до 2007 року. Міжнародні правозахисні організації встановили, що примусово було стерилізовано сотні жінок як в Чехії, так і Словаччині. Уряди цих країн офіційно не визнавали програму стерилізації. Лікарі, які проводили цю процедуру, отримували згоду від жінок, яким робили кесарів розтин при пологах, перед початком операції або після, коли вони були під дією наркозу й у такому становищі не зовсім усвідомлювали свої дії. Часто про те, що вони були стерилізовані, дізнавалися значно пізніше. Експерти вважають, що стерилізація була «частиною ширшого соціального наративу, спрямованого на дискримінацію, ізоляцію і викорінення ромського населення».

### США
США першими у світі запровадили закони про примусову стерилізацію. У 1907 році закон був прийнятий у штаті Індіана, до 1917 року закони діяли у 16 штатах. Стерилізували психічно хворих і розумово відсталих, а в деяких штатах стерилізації підлягали також глухі, сліпі, епілептики та особи з фізичними каліцтвами, хронічні алкоголіки. У 1927 році політика стерилізації генетично «дефективних» людей була підтримана Верховним судом США у справі мешканки штату Вірджинія Керрі Бак (Carrie Buck), яка намагалася оскаржити рішення влади про її примусову стерилізацію. Програма стерилізації здійснювалася до 1974 року.

### Росія
Примусові стерилізації та аборти є поширеною практикою в російських психоневрологічних інтернатах (ПНІ). Оскільки за законом в Росії в психоневрологічних інтернатах діти не можуть проживати, а закладів, де пацієнти інтернатів могли б проживати зі своїми дітьми, немає, майже усім вагітним жінкам в ПНІ роблять аборти. Під час абортів пацієнток ПНІ також часто піддають примусовій стерилізації — їм перев'язують маткові труби, мотивуючи це нібито виявленими «серйозними ускладненнями».

### Узбекистан
Результати розслідування, проведеного у 2012 році журналістами BBC, показали в Узбекистані про велику кількість стерилізацій жінок. Журналісти отримали інформацію, що лікарям доводяться плани щодо кількості операцій зі стерилізації. У 2010 році міжнародна правозахисна організація Expert Working Group опитавши медиків, зібрала докази про приблизно 80 тисяч випадків стерилізації. Джерела стверджують, що стерилізації призначена для контролю за демографічною ситуацією в Узбекистані, зменшення кількості випадків материнської й дитячої смертності. Ці результати допоможуть країні піднятися в міжнародній таблиці дитячої й материнської смертності. Урядовці стверджують, всі стерилізації проводяться тільки за згодою жінок.

### Швеція
У 1934 році був прийнятий закон яким стерилізація «неповноцінних» рас визнавалася бажаною, але виключно добровільною. Стерилізація здійснювалася щодо осіб, які проявляли «стійку нездатність до навчання» або володіли зовнішністю, що не відповідала визнаним арійським стандартам шведської нації. Якщо хтось відмовлявся, то його залякували: погрожували ув'язненням у лікарні для душевнохворих, позбавленням батьківських прав або пільг. У 1941 році був скасований мінімальний вік для стерилізації. Згодом додалася кастрація небезпечних злочинців, а також «чоловіків з незвичайними або надмірними сексуальними бажаннями». За різними даними, протягом 1935—1975 років було стерилізовано близько 63000 осіб, з них 27 тисяч — насильно.

### Японія
У Японії з 1948 по 1996 рік діяв закон про євгенічний захист, який дозволяв стерилізацію людей з вадами розумового розвитку, психічними захворюваннями або спадковими розладами для запобігання народження «нижчого» потомства. За час дії закону було стерилізовано близько 25 000 інвалідів, з них 16 500 осіб без їх згоди. Остання примусова стерилізація була проведена у 1993 році.
У 2019 році Верховний суд Японії підтвердив конституційність закону про обов'язковість стерилізації для зміни статті в офіційних документах. Правозахисники з Human Rights Watch заявили, що постанова Верховного суду несумісна з міжнародними стандартами прав людини.